# Бачинська Анастасія Юріївна
Анастасі́я Ю́ріївна Бачи́нська (нар. 04 серпня 2003, Тернопіль) — українська гімнастка. Чемпіонка Європи в командній першості, чемпіонка Європейських ігор у вільних вправах, дворазова бронзова призерка Юнацьких Олімпійських ігор. Майстер спорту України міжнародного класу.

## Біографія
Анастасія з багатодітної родини, де виховують чотирьох дітей: старший брат — програміст, молодший Любомир — музикант, грає на фортепіано, молодша сестра Соломія — художниця. Після перемоги у вільних вправах на ІІ Європейських іграх у Мінську, Білорусь, від міського голови Тернополя спортсменка отримала квартиру.

## Спортивна кар'єра
Почала займатися спортивною гімнастикою у комунальному закладі міської ради комплексній дитячо-юнацькій спортивній школі № 2 у м. Тернопіль, перший тренер — Тетяна Геращенко.

### 2018
- Всесвітня літня Гімназіада. Маракеш. Багатоборство
- Всесвітня літня Гімназіада. Маракеш. Опорний стрибок
- Всесвітня літня Гімназіада. Маракеш. Команда [4]
- Літні юнацькі Олімпійські ігри. Буенос-Айрес. Багатоборство [5]
- Літні юнацькі Олімпійські ігри. Буенос-Айрес. Вільні вправи [6]

На літніх юнацьких Олімпійських іграх 2018 у Буенос-Айресі, Аргентина, в кваліфікації посіла перше місце та відібралась до усіх чотирьох фіналів в окремих видах. У фіналі багатоборства посіла третє місце з 52,332 бала, в опорному стрибку — четверте, на різновисоких брусах та колоді — шосте, а у вільних вправах з 13,166 бала здобула другу за турнір бронзову нагороду.
Після турніру з'ясувалось, що Анастасія виступала з травмою лопатки. Для відновлення та позбавлення болю гімнастці надали два місяці покою.

### 2019
Дебютувала на змаганнях дорослого рівня на етапі кубку світу в Баку, Азербайджан, де змогла кваліфікуватися до фіналів на різновисоких брусах та колоді та посісти відповідно сьоме та четверте місце. Після виступу на турнірі Анастасія захворіла та на п'ять діб випала з тренувального процесу, через що було прийнято рішення не заявляти спортсменку на міжнародний турнір Ukraine International Cup, який проходив у Києві, а цілеспрямовано готуватися до чемпіонату Європи.
У квітні на чемпіонаті Європи в багатоборстві з 53,133 бала посіла п'яте місце, що сталося вперше з 2007 року, коли у десятку в багатоборстві на чемпіонаті Європи потрапила українська гімнастка: Аліна Козич зупинилась на третій сходинці. У фінал на колоді кваліфікувалась з четвертим місцем, однак, припустилась помилок під час виконання комбінації у фіналі та з 11,633 бала посіла сьоме місце.
На ІІ Європейських іграх у Мінську, Білорусь, за результатами кваліфікації пройшла відбір у фінал багатоборства (4 місце), а також фінал у вільних вправах (2 місце). У фіналі багатоборства з сумою 49,666 бала посіла чотирнадцяте місце, у фіналі вільних вправ з 13,200 бала здобула перемогу.
У вересні 2019 на етапі кубку світу в Парижі, Франція, виграла срібну медаль у вправі на колоді (13,300) та посіла шосте місце на брусах.
На чемпіонаті світу в Штутгарті, Німеччина, разом з Діаною Варінською, Ангеліною Радівіловою, Яною Федоровою та Валерією Осіповою в командних змаганнях посіли п'ятнадцяте місце, що не дозволило здобути командну олімпійську ліцензію в Токіо. До фіналів в окремих видах та багатоборства не кваліфікувалась.
На останньому в 2019 році етапі кубку світу в Котбусі, Німеччина, на якому розігруються очки олімпійської кваліфікації на окремих снарядах, посіла з результатом 13,300 бала п'яте місце у вправі на колоді та здобула перемогу з 13,533 бала у вільних вправах.

#### 2020
У лютому на етапі кубка світу в Мельбурні, Австралія, в фіналі різновисоких брусів з 11,566 бала посіла сьоме місце, у фіналі вправи на колоді з 12,933 бала здобула бронзову нагороду.
На чемпіонаті Європи, що проходив під час пандемії коронавірусу в Мерсіні, Туреччина, через хибно позитивний тест на КОВІД-19 юніорки Дар'ї Лиски збірна України була за крок до зняття зі змагань. Добу члени дорослої та юніорської збірної України перебували в готельних номерах, поки не отримали негативні результати другого тесту та допуск до змагань від організаторів. У фіналі командних змагань спільно з Діаною Варінською, Ангеліною Радівіловою, Анастасією Мотак та Єлизаветою Губаревою вперше в історії України виграли команду першість. У фіналі вправ на колоді продемонструвала однаковий результат 13,100 бала з Анастасією Мотак, однак через нижчу оцінку за складність (5,7 проти 5,8) при однаковій оцінці за виконання (7,400) закінчила змагання на четвертій позиції. Виступала на турнірі після травми спини, якої зазнала у вересні.

#### 2021
На чемпіонаті Європи в Базелі, Швейцарія, у фіналі багатоборства посіла двадцяте місце. Через травми та зняття з фіналу вправи на колоді румунки Ларіси Йордаке та полячки Марти Піхан-Кулеши потрапила до фінальної стадії змагань, де з результатом 13,333 бали здобула бронзову нагороду у вправі на колоді.
По завершенні олімпійського циклу не брала участі у змаганнях, а у серпні 2022 року офіційно оголосила про завершення спортивної кар’єри.

## Результати на турнірах
| Рік  | Змагання                         | КБ | ІБ | Опорний стрибок | Різновисокі бруси | Колода | Вільні вправи |
| ---- | -------------------------------- | -- | -- | --------------- | ----------------- | ------ | ------------- |
| 2019 | Кубок світу в Баку               |    |    |                 | 7                 | 4      |               |
| 2019 | Чемпіонат Європи                 |    | 5  |                 | 17                | 7      | 28            |
| 2019 | Європейські ігри                 |    | 14 |                 |                   |        | 1             |
| 2019 | Кубок світу в Парижі             |    |    |                 | 6                 | 2      |               |
| 2019 | Чемпіонат світу                  | 15 | 35 |                 | 59                | 65     | 20            |
| 2019 | Кубок світу в Котбусі            |    |    |                 |                   | 5      | 1             |
| 2020 | Кубок світу в Мельбурні          |    |    |                 | 7                 | 3      |               |
| 2020 | Кубок світу в Баку*              |    |    | 7               | 6                 | 3      |               |
| 2020 | Чемпіонат України, листопад      |    |    | 3               | 3                 | 3      |               |
| 2020 | Чемпіонат Європи                 | 1  |    |                 | 23                | 4      | 15            |
| 2021 | Чемпіонат України. Кропивницький |    | 1  |                 |                   | 1      |               |
| 2021 | Чемпіонат Європи                 |    | 20 |                 | 44                | 3      | 14            |
| 2021 | Кубок виклику у Варні            |    |    |                 | 6                 | 1      |               |
| 2021 | Кубок виклику в Каїрі            |    |    |                 |                   | 8      |               |
| 2021 | Кубок виклику в Осієці           |    |    |                 |                   | 4      | 8             |
| 2021 | Кубок світу в Досі               |    |    |                 | 2                 | 7      | 4             |
| 2021 | Кубок виклику в Мерсіні          |    |    | 7               | 4                 | 4      | 4             |
| 2021 | Гран-прі Угорщини                |    |    | 2               | 3                 | 5      | 1             |
| 2021 | Чемпіонат світу                  |    | 10 |                 | 19                | 19     | 7             |

*результати встановлено за підсумками кваліфікації

## Державні нагороди
- Орден княгині Ольги III ст. (15 липня 2019) — за досягнення високих спортивних результатів на ІІ Європейських іграх у м. Мінську (Республіка Білорусь), виявлені самовідданість та волю до перемоги, піднесення міжнародного авторитету України[26]